# والتر هنریکه دی اولیویرا
والتر هنریکه دی اولیویرا (به پرتغالی: Walter Henrique de Oliveira) هافبک اهل برزیل است که در شهر برزیل و در تاریخ ۲۱ اکتبر ۱۹۶۸ به دنیا آمده‌است.
والتر هنریکه دی اولیویرا در تیم‌های فوتبال باشگاه فوتبال جوبیلو ایواتا، Honda، باشگاه فوتبال کونسادول ساپورو، Montedio Yamagata سابقهٔ حضور دارد.